# Epichnellen
Epichnellen is een plaats in de Wartburgkreis in de Duitse deelstaat Thüringen. Het dorp komt voor het eerst voor in een oorkonde uit 1378. In 1945 werd het dorp samengevoegd met Förtha.
Op 6 juli 2018 ging de gemeente Marksuhl, waar Epichnellen tot die dag onder viel, op in de gemeente Gerstungen.